# Acidente de Chappaquiddick
O acidente de Chappaquiddick ocorreu na Ilha de Chappaquiddick, Massachusetts, numa sexta-feira, 18 de julho de 1969. O evento, acontecido no final da noite daquele dia, foi causado por negligência do Senador Ted Kennedy e resultou na morte da passageira Mary Jo Kopechne, de 28 anos. 
De acordo com o depoimento de Kennedy, ele acidentalmente dirigiu seu carro para fora de uma ponte e caiu na lagoa Poucha. Ele conseguiu sair do veículo e nadou até estar a salvo, deixando a cena em seguida. Kennedy somente avisou a polícia 10 horas após os fatos; Kopechne morreu presa dentro do carro, que ficou totalmente submerso. O carro com o corpo de Kopechne no interior foi recuperado por um mergulhador no dia seguinte, minutos antes de Kennedy reportar o acidente à polícia. Kennedy se declarou culpado da acusação de deixar o local de um acidente que resultou em ferimentos pessoais e mais tarde recebeu uma sentença de dois meses de prisão (suspensa).
O acidente de Chappaquiddick tornou-se uma notícia de repercussão nacional. Provavelmente o fato influenciou a decisão de Kennedy de não fazer campanha para a presidência dos Estados Unidos em 1972 e 1976,  e acredita-se que o caso minou para sempre as suas chances de se tornar presidente.